# Niemeyera
Niemeyera es un género con trece especies de plantas  perteneciente a la familia de las sapotáceas. Es originario del este de Australia y Nueva Caledonia.

## Especies seleccionadas
- Niemeyera acuminata
- Niemeyera antiloga
- Niemeyera balansae
- Niemeyera chartacea
- Niemeyera deplanchei
- Niemeyera francei
- Niemeyera gatopensis
- Niemeyera lissophylla
- Niemeyera papuana'
- Niemeyera prunifera
- Niemeyera sessilifolia
- Niemeyera stylidioides
- Niemeyera whitei

## Sinonimia
- Amorphospermum F.Muell., Fragm. 7: 112 (1870).
- Ochrothallus Pierre ex Planch., Étude Sapot.: 26 (1888).
- Trouettia Pierre ex Baill., Bull. Mens. Soc. Linn. Paris 2: 945 (1891).
- Sebertia Pierre ex Engl. & Prantl in H.G.A.Engler & K.A.E.Prantl, Nat. Pflanzenfam., Nachtr. 1: 280 (1897).
- Corbassona Aubrév., in Fl. Nouv.-Caléd. 1: 72 (1967).[1]